# Vaux-sur-Eure
Vaux-sur-Eure település Franciaországban, Eure megyében. Lakosainak száma 271 fő (2022. január 1.). Vaux-sur-Eure Hardencourt-Cocherel, Ménilles, Croisy-sur-Eure, Caillouet-Orgeville és Boncourt községekkel határos.

## Népesség
A település népessége az elmúlt években az alábbi módon változott:
| Lakosok száma | 186  | 157  | 179  | 237  | 280  | 275  | 270  | 267  | 268  | 271  |
|               | 1968 | 1982 | 1990 | 2006 | 2013 | 2015 | 2017 | 2019 | 2020 | 2022 |